# من احمق نیستم

پوستر فیلم من احمق نیستم

من احمق نیستم (I Not Stupid) عنوان فیلمی به کارگردانی جک نئو محصول سال ۲۰۰۲ سنگاپور است. سرمایه‌گذار این فیلم شرکت «مدیا کورپ رینتری پیکچرز» (MediaCorp Raintree Pictures) است و «ژیانگ یون»، «ریچارد لو»، «سلنا تن»، «شوآن لی»، «هوآنگ پوجو» و «جوشوآ آنگ» در این فیلم به ایفای نقش پرداخته‌اند. (زبان فیلم: ماندارین، هاکین و انگلیسی)
این فیلم بیش از ۳٫۸ میلیون دلار سنگاپور در این کشور فروش داشته‌است و از این حیث سومین فیلم پرفروش تاریخ سینمای سنگاپور است. همچنین این فیلم در جشنواره فیلم هنگ‌کنگ ۲۰۰۳ نامزد بهترین فیلم آسیایی شده بود که در رقابت با فیلم کره‌ای «My Sassy Girl» از کسب این عنوان باز ماند. «من احمق نیستم» که نخستین بار از فوریه ۲۰۰۲ در سینماها اکران شد، در ژانویه ۲۰۰۶ نیز دوباره به روی پرده رفت.
این فیلم که با مایه‌های طنز روایتگر ماجراهای شش دانش‌آموز دبستانی است، نظام آموزشی سنگاپور و برخی رفتارهای اجتماعی این کشور را به نقد می‌کشد. چیزهایی مانند روش رقابتی «کیاسو» (Kiasu) و زیاده‌روی در فرمانبرداری از مرجع قدرت.
جک نئو در گفتگو با انجمن پزشکی سنگاپور گفته‌است که فیلم ایرانی بچه‌های آسمان (ساخته مجید مجیدی) او را ترغیب کرده‌است تا در مورد کودکان بنویسد، روندی که او آن را تا ساخت فیلم دوان به سوی خانه (Homerun) ادامه داد. فیلمی که یک اقتباس کامل از فیلم بچه‌های آسمان است.

## داستان فیلم
«لیو کوک پین» (با بازی شاون لی shawn lee) به همراه دوستان خود «تری» و «بون» دانش آموزان مدرسه ابتدایی هستند. «لیو» هنرمند با استعدادی است ولی مادرش بدون توجه به این مسئله مکرراً او را به خاطر نمره‌های ضعیفش تنبیه می‌کند. «تری» نازپرورده و مطیع، به خانواده‌ای پولدار تعلق دارد و بر خلاف خواهرش «سلنا» به مادرش گوش می‌دهد. «بون» هم از خانواده فقیری می‌آید، مادرش اغذیه‌فروش است. او به دوستانش وفادار است و همیشه از آن‌ها پشتیبانی می‌کند. فیلم ماجراهای جذاب این سه دوست و خانواده‌هایشان را به تصویر می‌کشد. ماجراها در عین حال که کمدی هستند برخی از مسائل اجتماعی را به نقد می‌کشند.
فیلم «من احمق نیستم» با بودجه‌ای معادل یک میلیون دلار سنگاپور ساخته شد و بازیگران نوجوان فیلم از بین ۵۰ نوجوان انتخاب شدند. «جک نئو» نویسنده و کارگردان «من احمق نیستم»، قسمت دوم این فیلم موفق را هم با نام (I Not Stupid Too) در سال ۲۰۰۶ روانه سینماها کرد.